# Émile Labussière
Pour les articles homonymes, voir Labussière.
Émile Labussière, né le 2 mai 1853 à Bénévent-l'Abbaye (Creuse) et décédé le 21 février 1924 à Perpignan (Pyrénées-Orientales), est une personnalité politique du Limousin.

## Biographie

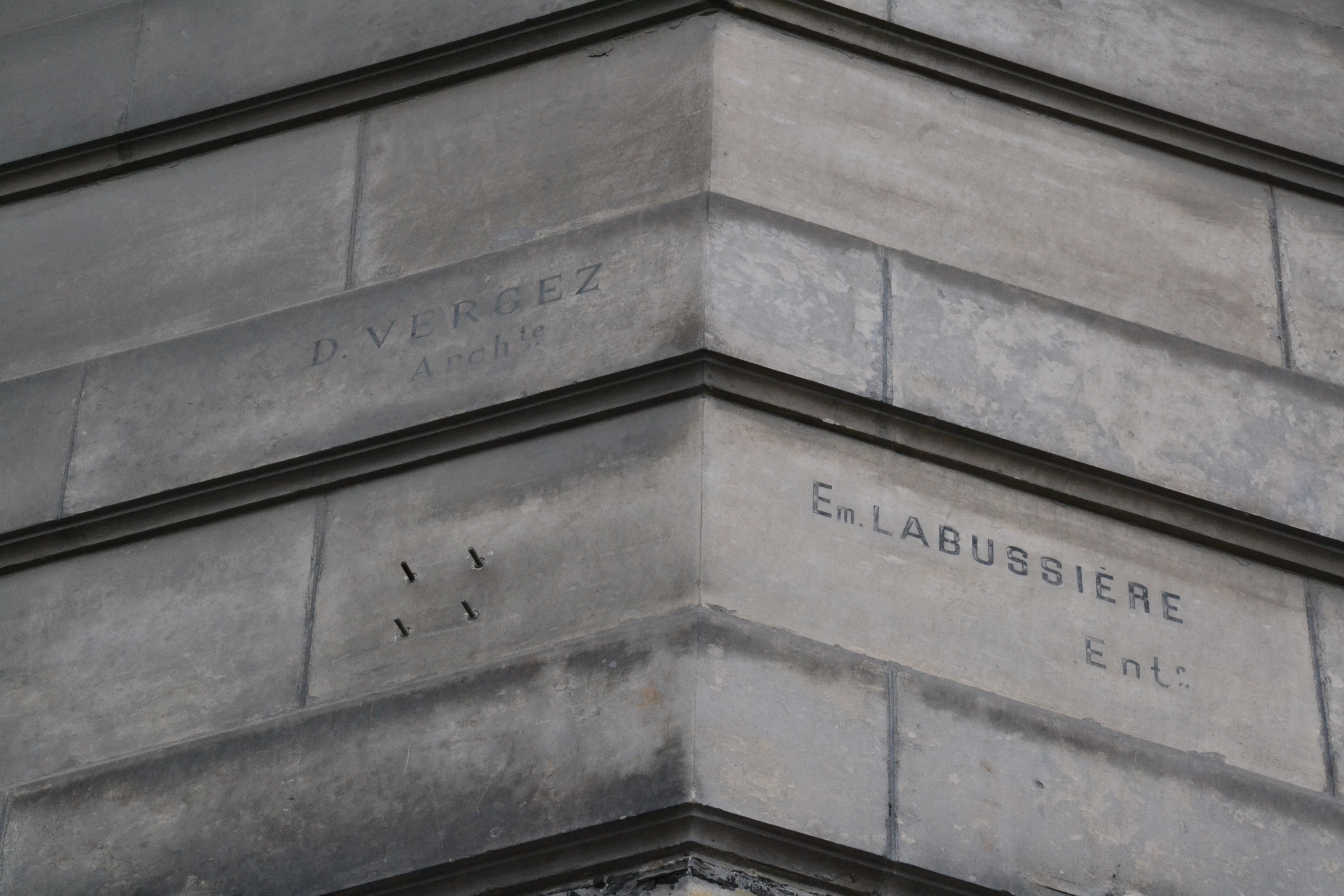
Épigraphe d'Émile Labussière sur un immeuble de Limoges.

Ce maçon de la Creuse et entrepreneur, est devenu maire de Limoges et conseiller général du canton sud.
De 1893 à 1906, il est député radical-socialiste de la Haute-Vienne.
Il fera façe à la Grèves de Limoges de 1905 tentant de concilier les parties. Impuissant il est dessaisi par le préfet Félix Cassagneau qui fait intervenir l’infanterie et les chasseurs à cheval du 12e corps d'armée (France). Durant la grève on relèvera un mort, un jeune peintre sur porcelaine de 20 ans, Camille Vardelle, d'une balle tirée d'un fusil Lebel.
En 1910, il devient Trésorier particulier en Cochinchine, puis trésorier-payeur général à Perpignan.
Une avenue de Limoges porte son nom.

## Sources
- « Émile Labussière », dans le Dictionnaire des parlementaires français (1889-1940), sous la direction de Jean Jolly, PUF, 1960 [détail de l’édition]
- Laurent Bourdelas, Histoire de Limoges, Geste Editions, 2014.

- Ressources relatives à la vie publique :   - Maitron
  - Base Sycomore
  - Patrons de France
- Notices d'autorité :   - VIAF
  - ISNI
  - BnF (données)
  - IdRef